# Thamnotettix okinawanus
Thamnotettix okinawanus är en insektsart som beskrevs av Matsumura 1914. Thamnotettix okinawanus ingår i släktet Thamnotettix och familjen dvärgstritar. Inga underarter finns listade i Catalogue of Life.